# Panurginus lactipennis
Panurginus lactipennis là một loài Hymenoptera trong họ Andrenidae. Loài này được Friese mô tả khoa học năm 1897.